# 43e cérémonie des Grammy Awards
La 43e cérémonie annuelle des Grammy Awards a eu lieu au Staples Center à Los Angeles le 23 février 2001.

## Palmarès
| Prix                      | Artiste      | Titre              |
| ------------------------- | ------------ | ------------------ |
| Enregistrement de l'année | U2           | Beautiful Day      |
| Album de l'année          | Steely Dan   | Two Against Nature |
| Chanson de l'année        | U2           | Beautiful Day      |
| Meilleur nouvel artiste   | Shelby Lynne | Shelby Lynne       |

### Pop
| Prix                                              | Artiste                    | Titre                                |
| ------------------------------------------------- | -------------------------- | ------------------------------------ |
| Best Female Pop Vocal Performance                 | Macy Gray                  | I Try                                |
| Best Male Pop Vocal Performance                   | Sting                      | She Walks This Earth (Soberana Rosa) |
| Best Pop Performance By A Duo Or Group With Vocal | Steely Dan                 | Cousin Dupree                        |
| Best Pop Collaboration With Vocals                | B.B. King et Dr. John      | Is You Is, Or Is You Ain't (My Baby) |
| Best Pop Instrumental Performance                 | The Brian Setzer Orchestra | Caravan                              |
| Best Dance Recording                              | Baha Men                   | Who Let the Dogs Out?                |
| Best Pop Instrumental Album                       | Joe Jackson                | Symphony No. 1                       |
| Best Pop Vocal Album                              | Steely Dan                 | Two Against Nature                   |
| Best Traditional Pop Vocal Album                  | Joni Mitchell              | Both Sides Now                       |

### Rock
| Prix                                               | Artiste                    | Titre                         |
| -------------------------------------------------- | -------------------------- | ----------------------------- |
| Best Female Rock Vocal Performance                 | Sheryl Crow                | There Goes the Neighborhood   |
| Best Male Rock Vocal Performance                   | Lenny Kravitz              | Again                         |
| Best Rock Performance By A Duo Or Group With Vocal | U2                         | Beautiful Day                 |
| Best Hard Rock Performance                         | Rage Against the Machine   | Guerrilla Radio               |
| Best Metal Performance                             | Deftones                   | Elite                         |
| Best Rock Instrumental Performance                 | Metallica et Michael Kamen | The Call of Ktulu             |
| Best Rock Song                                     | Creed                      | With Arms Wide Open           |
| Best Rock Album                                    | Foo Fighters               | There Is Nothing Left to Lose |
| Best Alternative Music Album                       | Radiohead                  | Kid A                         |

### R&B
| Prix                                              | Artiste | Titre |
| ------------------------------------------------- | ------- | ----- |
| Best Female R&B Vocal Performance                 |         |       |
| Best Male R&B Vocal Performance                   |         |       |
| Best R&B Performance By A Duo Or Group With Vocal |         |       |
| Best R&B Song                                     |         |       |
| Best R&B Album                                    |         |       |
| Best Traditional R&B Vocal Album                  |         |       |

### Rap
| Prix                                   | Artiste | Titre               |
| -------------------------------------- | ------- | ------------------- |
| Best Rap Solo Performance              | Eminem  | The Real Slim Shady |
| Best Rap Performance By A Duo Or Group |         |                     |
| Best Rap Album                         |         |                     |

### Country
| Prix                                                  | Artiste | Titre |
| ----------------------------------------------------- | ------- | ----- |
| Best Female Country Vocal Performance                 |         |       |
| Best Male Country Vocal Performance                   |         |       |
| Best Country Performance By A Duo Or Group With Vocal |         |       |
| Best Country Collaboration With Vocals                |         |       |
| Best Country Instrumental Performance                 |         |       |
| Best Country Song                                     |         |       |
| Best Country Album                                    |         |       |
| Best Bluegrass Album                                  |         |       |
| Best New Age Album                                    |         |       |

### Jazz
| Prix                                              | Artiste | Titre |
| ------------------------------------------------- | ------- | ----- |
| Best Contemporary Jazz Album                      |         |       |
| Best Jazz Vocal Album                             |         |       |
| Best Jazz Instrumental Solo                       |         |       |
| Best Jazz Instrumental Album, Individual or Group |         |       |
| Best Large Jazz Ensemble Album                    |         |       |
| Best Latin Jazz Album                             |         |       |

### Gospel
| Prix                                              | Artiste | Titre |
| ------------------------------------------------- | ------- | ----- |
| Best Rock Gospel Album                            |         |       |
| Best Pop/Contemporary Gospel Album                |         |       |
| Best Southern, Country, or Bluegrass Gospel Album |         |       |
| Best Traditional Soul Gospel Album                |         |       |
| Best Contemporary Soul Gospel Album               |         |       |
| Best Gospel Choir Or Chorus Album                 |         |       |

### Musiques du monde
| Prix                                  | Artiste | Titre |
| ------------------------------------- | ------- | ----- |
| Best Latin Pop Album                  |         |       |
| Best Latin Rock/Alternative Album     |         |       |
| Best Traditional Tropical Latin Album |         |       |
| Best Salsa Album                      |         |       |
| Best Merengue Album                   |         |       |
| Best Mexican/Mexican-American Album   |         |       |
| Best Tejano Album                     |         |       |
| Best Traditional Blues Album          |         |       |
| Best Contemporary Blues Album         |         |       |
| Best Traditional Folk Album           |         |       |
| Best Contemporary Folk Album          |         |       |
| Best Native American Music Album      |         |       |
| Best Reggae Album                     |         |       |
| Best World Music Album                |         |       |
| Best Polka Album                      |         |       |

### Musique classique
| Prix                                                        | Artiste | Titre |
| ----------------------------------------------------------- | ------- | ----- |
| Best Engineered Album, Classical                            |         |       |
| Producer Of The Year, Classical                             |         |       |
| Best Classical Album                                        |         |       |
| Best Orchestral Performance                                 |         |       |
| Best Opera Recording                                        |         |       |
| Best Choral Performance                                     |         |       |
| Best Instrumental Soloist(s) Performance (with Orchestra)   |         |       |
| Best Instrumental Soloist Performance (without Orchestra)   |         |       |
| Best Chamber Music Performance                              |         |       |
| Best Small Ensemble Performance (with or without Conductor) |         |       |
| Best Classical Vocal Performance                            |         |       |
| Best Classical Contemporary Composition                     |         |       |
| Best Classical Crossover Album                              |         |       |

### Autres
| Prix                                                                                     | Artiste | Titre |
| ---------------------------------------------------------------------------------------- | ------- | ----- |
| Best Musical Album For Children                                                          |         |       |
| Best Spoken Word Album for Children                                                      |         |       |
| Best Spoken Word Album                                                                   |         |       |
| Best Spoken Comedy Album                                                                 |         |       |
| Best Musical Show Album                                                                  |         |       |
| Best Compilation Soundtrack Album For A Motion Picture, Television Or Other Visual Media |         |       |
| Best Score Soundtrack Album For A Motion Picture, Television Or Other Visual Media       |         |       |
| Best Song Written For A Motion Picture, Television Or Other Visual Media                 |         |       |
| Best Instrumental Composition                                                            |         |       |
| Best Instrumental Arrangement                                                            |         |       |
| Best Instrumental Arrangement Accompanying A Vocalist(s)                                 |         |       |
| Best Recording Package                                                                   |         |       |
| Best Boxed Recording Package                                                             |         |       |
| Best Album Notes                                                                         |         |       |
| Best Historical Album                                                                    |         |       |
| Best Engineered Album, Non-Classical                                                     |         |       |
| Producer Of The Year, Non-Classical                                                      |         |       |
| Remixer of the Year, Non-Classical                                                       |         |       |
| Best Short Form Music Video                                                              |         |       |
| Best Long Form Music Video                                                               |         |       |